# Poliedru semiregulat
|  |  |  |  |
|  |  |  |  |
|  |  |  |  |
|  |  |  |  |
|  |  |  |  |

Termenul poliedru semiregulat (sau politop semiregulat) este utilizat în mod diferit de diferiți autori.
În definiția inițială, un poliedru semiregulat este un poliedru cu fețe poligonale regulate și un grup de simetrie care este tranzitiv pe vârfuri (acest lucru rezultă din definiția lui Thorold Gosset din 1900 a politopului semiregulat general). Dintre aceste poliedre fac parte:
- Cele 13 poliedre arhimedice.
- Seria infinită de prisme convexe.
- Seria infinită de antiprisme (natura lor semiregulată a fost observată pentru prima dată de Kepler).

Aceste poliedre actual sunt denumite poliedre uniforme.
Aceste poliedre semiregulate pot fi descrise complet prin configurația vârfului: o listă a fețelor după numărul de laturi, în ordinea în care apar în jurul unui vârf. De exemplu: 3.5.3.5 reprezintă icosidodecaedrul, la care alternează două triunghiuri și două pentagoane în jurul fiecărui vârf. În contrast: 3.3.3.5 este o antiprismă pentagonală. Aceste poliedre sunt uneori descrise ca tranzitive pe vârfuri.
După Gosset, alți autori au folosit termenul semiregulat în moduri diferite în raport cu politopurile. E. L. Elte a dat o definiție pe care Coxeter a găsit-o prea artificială. Coxeter însuși a numit figurile lui Gosset uniforme, doar un subset destul de restrâns fiind clasificat drept semiregulat.
Alții au clasificat mai multe poliedre ca fiind semiregulate. Acestea sunt:
- Trei seturi de poliedre stelate care corespund definiției lui Gosset, analoage cu cele trei seturi convexe de mai sus.
- Dualele poliedrelor semiregulate de mai sus, susținând că, din moment ce poliedrele duale au aceleași simetrii ca și originalele, și ele ar trebui considerate ca fiind semiregulate. Aceste duale cuprind poliedrele Catalan, dipiramidele convexe și antidipiramidele (trapezoedrele și analoagele lor neconvexe.

O altă sursă de confuzie constă în modul în care sunt definite poliedrele arhimedice, apărând din nou interpretări diferite.
Definiția lui Gosset a semiregulatelor cuprinde poliedre cu simetrie superioară, poliedrele regulate și cele cvasiregulate. Unii autori de mai târziu preferă să spună că acestea nu sunt semiregulate, deoarece sunt mai regulate decât atât, iar poliedrele uniforme ar include pe cele regulate, cvasiregulate și semiregulate. Acest sistem de denumire funcționează bine și reconciliază multe, dar nu pe toate, dintre confuzii.
În practică, chiar și autoritățile cele mai eminente pot fi confuze, definind un anumit set de poliedre ca fiind semiregulat și/sau arhimedic, iar apoi considerând un set diferit în discuțiile ulterioare. Presupunerea că o definiție se aplică numai poliedrelor convexe este probabil cea mai frecventă sursă de erori. Coxeter, Cromwell și Cundy & Rollett se fac cu toții vinovați de astfel de derapaje.

## Observații generale
În multe lucrări, de exemplu cea de Cundy & Rollett (1961), termenul de poliedrul semiregulat este utilizat ca sinonim pentru poliedrul arhimedic
Se poate face distincție între poliedrele regulate din punct de vedere al fețelor și tranzitive pe vârfuri  bazate pe Gosset, și dualele lor regulate vertical și cele tranzitive pe fețe.
Coxeter și colaboratorii săi (1954) utilizează termenul de poliedre semiregulate pentru a clasifica poliedrele uniforme cu simbolul Wythoff de forma  p q | r , o definiție care cuprinde doar șase dintre poliedrele arhimedice, precum și prismele regulate (dar nu și antiprismele regulate) precum și numeroase poliedre neconvexe. Mai târziu, Coxeter (1973) a citat definiția lui Gosset fără comentarii, acceptând-o astfel implicit.
Eric Weisstein, Robert Williams și alții folosesc termenul pentru a desemna poliedrele uniforme convexe cu excepția celor cinci poliedre regulate — incluzând poliedrele arhimedice, prismele uniforme și antiprismele uniforme (echivalate cu cubul ca prismă și cu octaedrul regulat ca antiprismă).
Peter Cromwell (1997) scrie într-o notă de subsol la pagina 149 că „în terminologia actuală, termenul de «poliedre semiregulate» se referă la poliedrele arhimedice și Catalan (dualele celor arhimedice)”. La pagina 80 el le descrie pe cele treisprezece poliedre arhimedice ca fiind semiregulate, în timp ce la paginile 367 și următoarele el discută despre poliedrele Catalan și despre relația lor cu cele arhimedice „semiregulate”. Prin asta, le tratează implicit pe poliedrele Catalan ca nefiind semiregulate, contrazicând astfel (sau cel puțin stârnind confuzie) definiția pe care a furnizat-o în nota de subsol anterioară. El ignoră poliedrele neconvexe.